# Pałac w Kunowie (powiat wrocławski)
Pałac w Kunowie – zabytkowy pałac w miejscowości Kunów.

## Opis
Pałac klasycystyczny, wybudowany w 1840 na planie prostokąta; kryty  dachem czterospadowym; od frontu ryzalit zakończony trójkątnym tympanonem, poniżej ganek z głównym wejściem, do którego prowadzą schody dwubiegunowe.
Zabytek jest częścią zespołu pałacowego, w skład którego wchodzą jeszcze: 
- dwór,
- park krajobrazowy[5],
- zabudowa folwarczna[1].

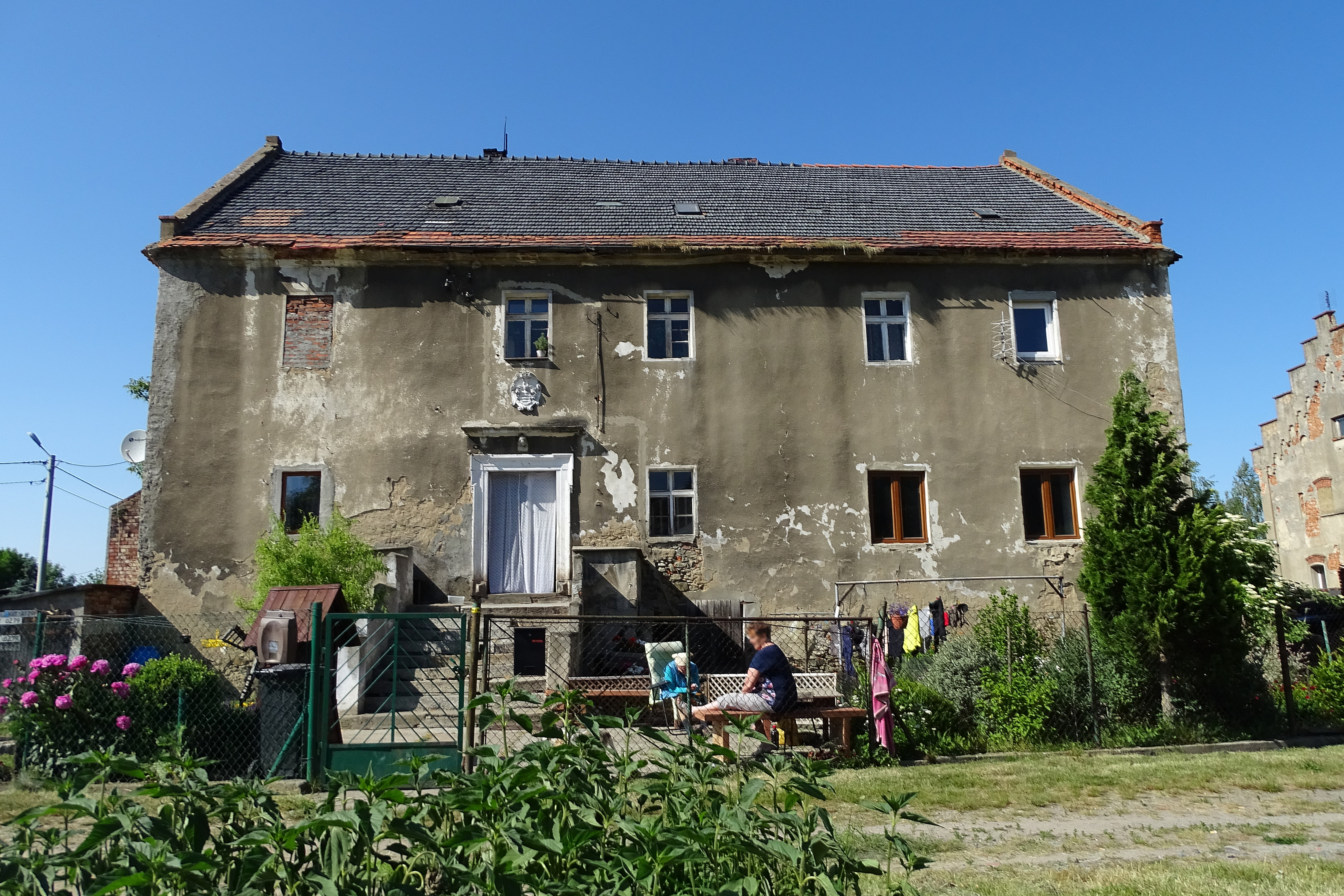
Dwór przy pałacu
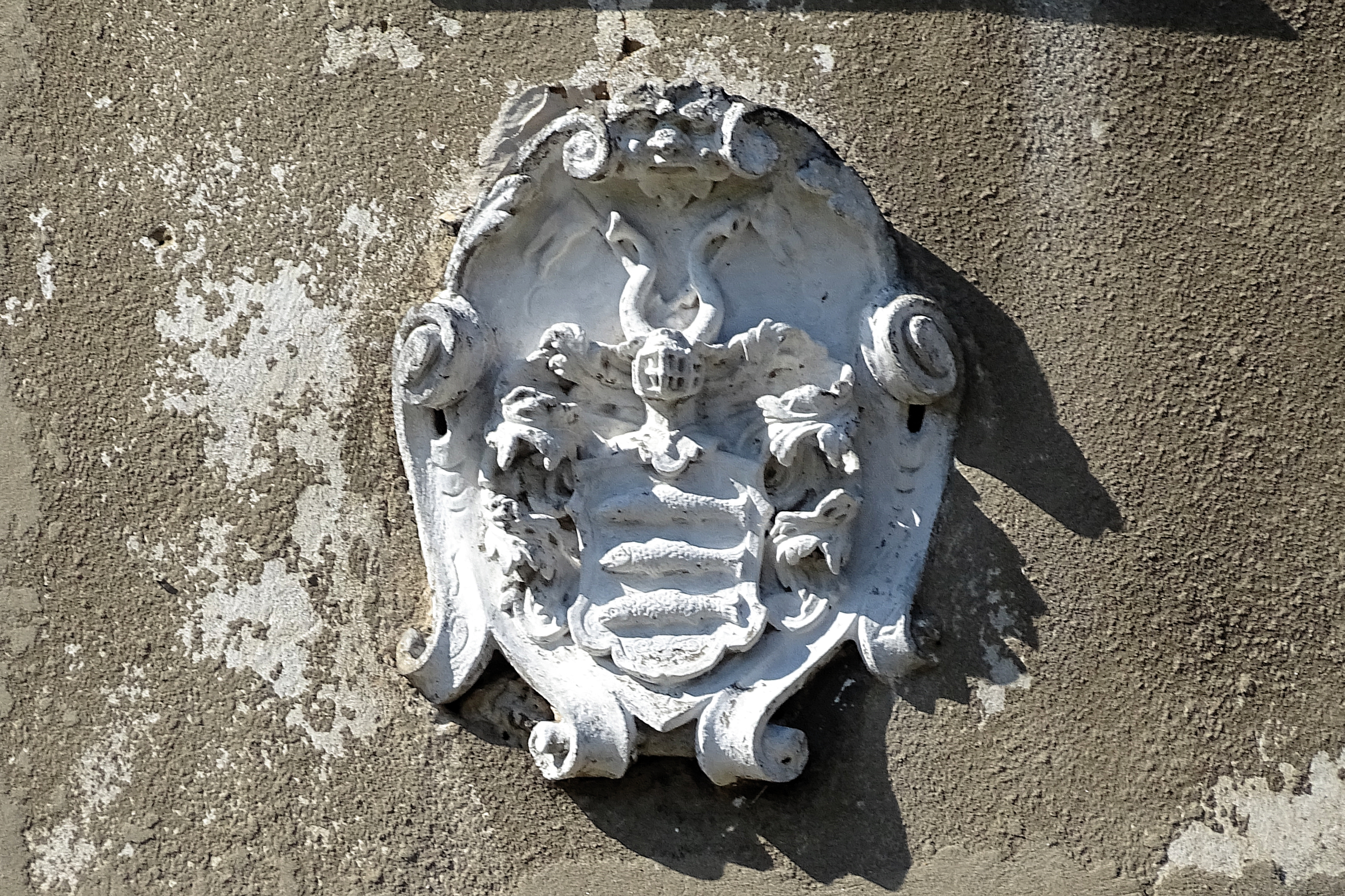
Herb Seidlitz na dworze
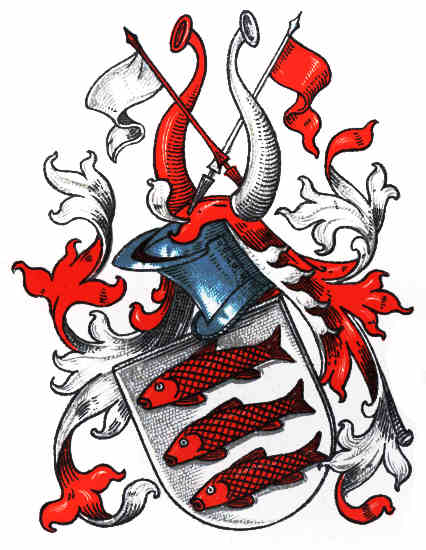
Herb von Seidlitz